# Bulbophyllum jamaicense
Bulbophyllum jamaicense là một loài phong lan thuộc chi Bulbophyllum.